# Seilfurt

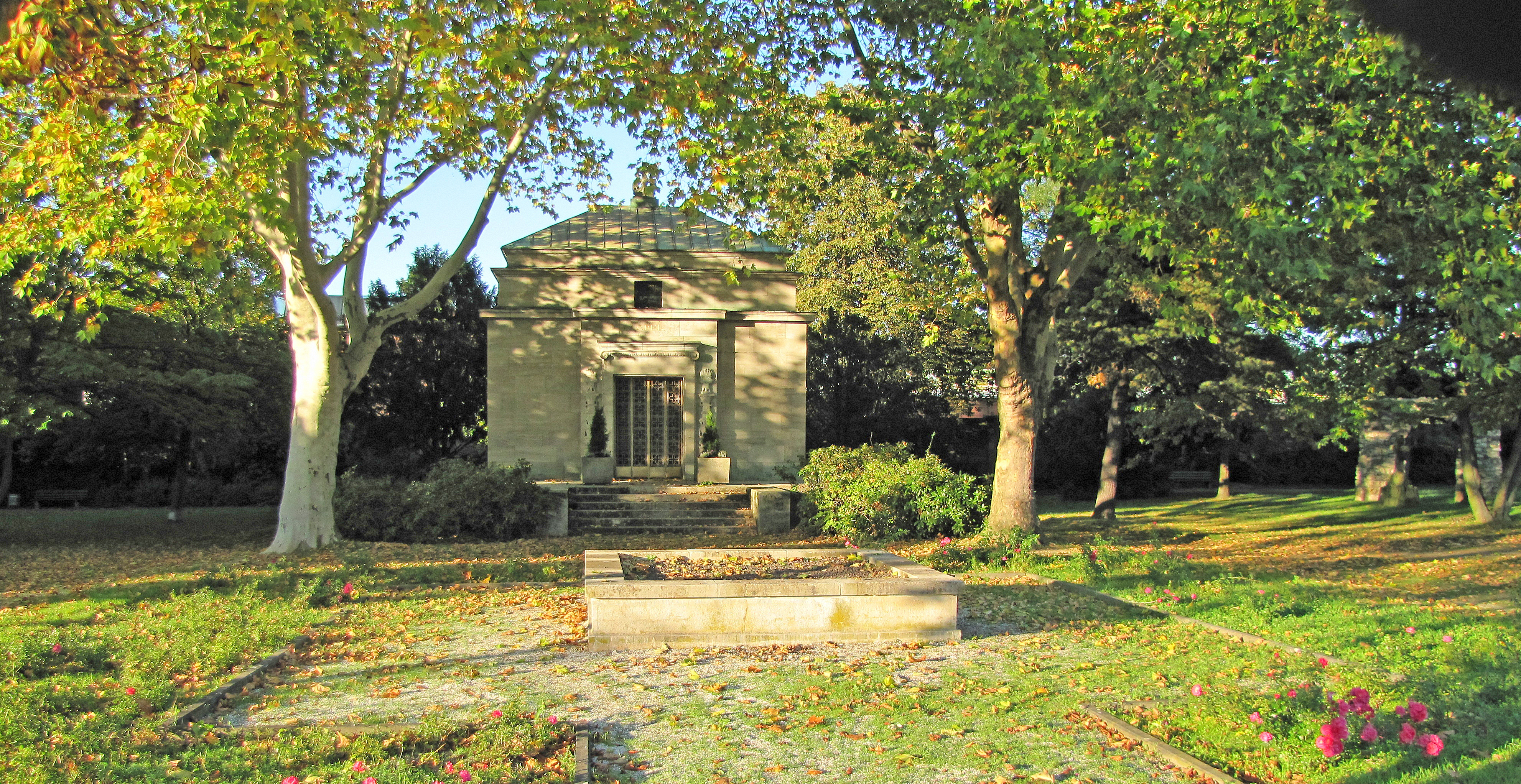
Alter Seilfurter Friedhof mit Opel-Mausoleum

Seilfurt ist eine Wüstung am Mainufer westlich des alten Stadtkerns von Rüsselsheim am Main in Hessen, etwa an der Stelle des späteren Opelhafens, gegenüber der Mündung des Wickerbachs beim Flörsheimer Stadtteil Keramag/Falkenberg.
Der Ort hatte seit alters eine besondere Bedeutung als Übergang über den Main. Die erste erhalten gebliebene Erwähnung als Seilonuort weist auf ein Bestehen schon vor 1130. Aus 1168 ist die Schreibweise Selinvvort überliefert, die Schreibung Seilfurt neben unzähligen anderen Varianten ist 1413 überliefert, kurz bevor die Grafen von Katzenelnbogen 1425 das Dorf „mit Vogtei, Herrschaft, Herrlichkeiten, hohen und niederen Gerichten, Lehen und Lehenschaften, Atzung und Diensten etc., doch unschädlich den Rechten des St. Albanstiftes zu Mainz“ für 3000 Gulden von den Herren von Eppstein kauften. Kurmainz war in Seilfurt reich begütert, wie unzählige  Erwähnungen in Urkunden belegen. Seit 1168 ist das Vorhandensein einer Kirche oder Kapelle belegt. Diese war die Mutterkirche auch für die Dörfer Rüsselsheim und Haßloch. Der Ort brannte infolge eines „Wetterstrahls“ (Blitzschlag) 1534 ab. In der Folge „bauten sich seine Bewohner zu Rüsselsheim an“. Erhalten blieb bis auf die Gegenwart der Friedhof von Seilfurt. Dort steht das Opel-Mausoleum als Grablege der Unternehmerfamilie Opel. Die Ortslage selbst ist mit dem Wachstum des Opelwerks von diesem überbaut worden. Namentlich der Opelhafen und das Kraftwerk sind dort errichtet worden.